# Shell Eco-marathon

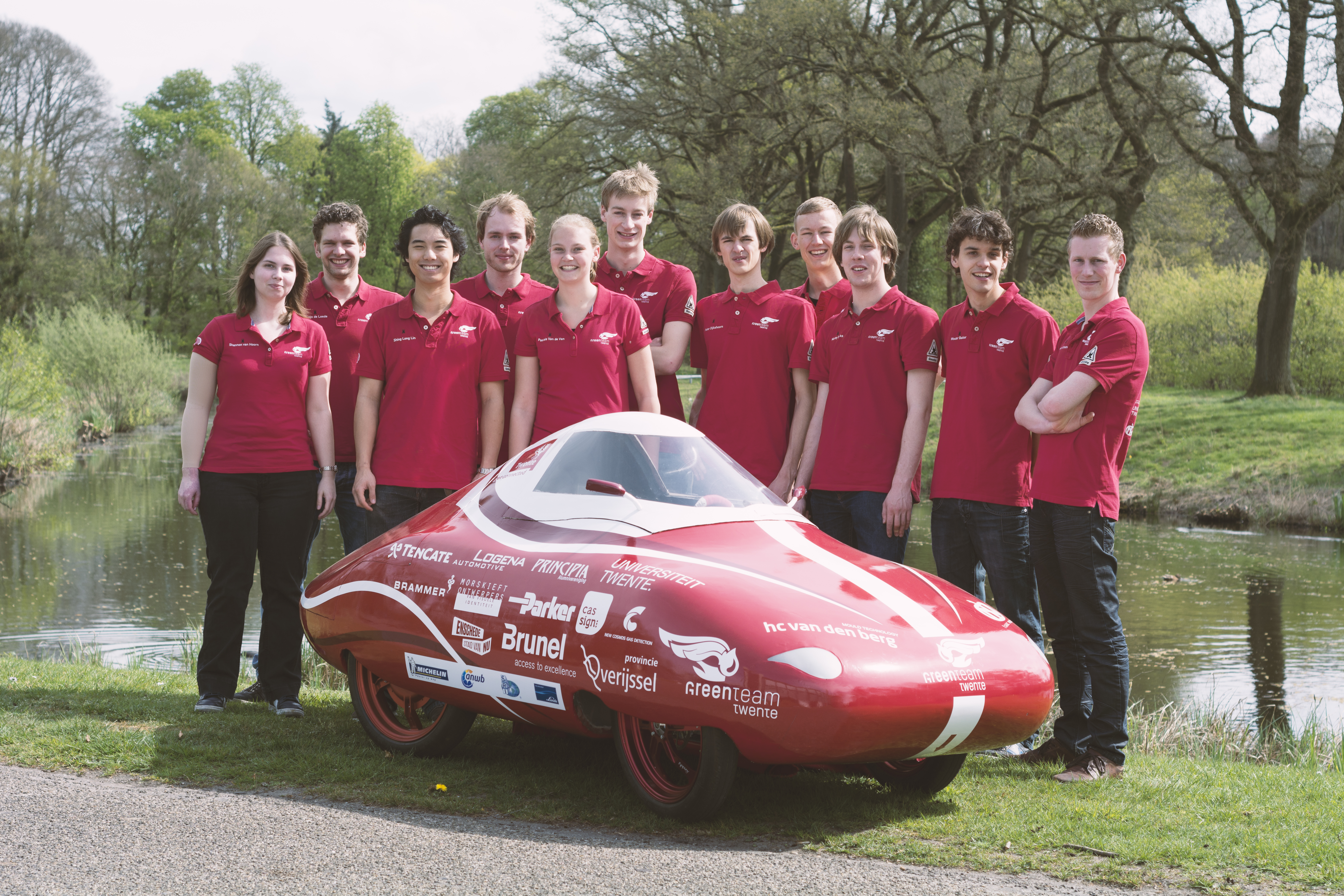
Shell Eco-Marathon 2014 GreenTeam

El Shell Eco-marathon es una competición anual patrocinada por Shell, en la que los participantes construyen vehículos especiales para lograr la mayor eficiencia energética posible.
El Shell Eco-marathon tiene lugar alrededor del mundo con eventos en Reino Unido, Francia, Holanda, Japón y Estados Unidos.